# Piotr Igneo
Pietro Igneo (zm. 6 listopada 1089) – włoski błogosławiony, mnich benedyktyński oraz kardynał. Niekiedy podaje się, że pochodził z rodu Aldobrandini, nie ma jednak na to dowodów.
Pochodził  z Toskanii i został mnichem w Vallombrosa, która była ośrodkiem kongregacji benedyktyńskiej (wallombrozjan). Sławę przyniósł mu w 1068 roku konflikt między wspólnotą z Vallombrosa a biskupem Florencji Pietro Mezzabarba, którego mnisi oskarżyli o symonię. Biskup zaprzeczył, a o jego winie miała zadecydować próba ognia. Opat Giovanni Gualberto do udziału w próbie desygnował Pietro, który przeszedł ją zwycięsko (stąd przydomek Igneo). W rezultacie biskup musiał ustąpić ze stanowiska, a Pietro został najpierw przeorem w Passignano, a niedługo potem opatem klasztoru S. Salvatore w Fucecchio (płn. Toskania). W 1072 roku reformatorski papież Aleksander II (1061–1073) mianował go kardynałem-biskupem Albano. Mimo to aż do 1079 rezydował w swym opactwie, a z godności opata zrezygnował dopiero w 1081. W 1079 działał jako legat Grzegorza VII w Niemczech, a w 1080 i 1084–1085 we Francji. Należał do najwierniejszych zwolenników reformy gregoriańskiej i przeciwstawiał się schizmie antypapieża Klemensa III (1080/84—1100). Uczestniczył w papieskiej elekcji 1086 i papieskiej elekcji 1088. Sygnował bullę papieża Urbana II z 8 lipca 1089. Po raz ostatni poświadczony jest w kurii papieskiej we wrześniu 1089; niespełna dwa miesiące później zmarł. Co najmniej od XVII wieku jest czczony jako błogosławiony.